# Neil Smith (auteur)
Pour les articles homonymes, voir Neil Smith et Smith.
Neil Smith, né en 1964 à Montréal, est un auteur et traducteur canadien.

## Biographie

### Enfance et formation
Neil Smith a une enfance marquée par de nombreux déménagements. Sa famille a vécu à Montréal, Boston, Salt Lake City, Chicago et Peterborough.
C'est lorsqu'il arrive finalement à Québec à 17 ans qu'il apprend le français. Il fait des études à l'Université de Montréal ainsi qu'à l' Université Laval en traduction,,.

### Carrière
Neil Smith travaille en traduction; il traduit surtout du français vers l'anglais.
En 2016, sa traduction du roman La déesse des mouches à feu de Geneviève Petterson intitulée The Goddess of Fireflies est dans les finalistes du Prix du Gouverneur général dans la catégorie traduction du français à l'anglais,.
Comme auteur, il est finaliste au prix Journey Prize pour plusieurs nouvelles qui font partie de son premier recueil intitulé Bang Crunch (Big Bang pour la version française),. Ce premier livre paru en 2007 a véritablement lancé sa carrière d'écrivain. Les neuf nouvelles, bien que différentes les unes des autres, se déroulent toutes à Montréal.
Son deuxième livre, un roman intitulé Boo publié en 2015, est un best-seller qui a été traduit dans plusieurs langues. Le roman est finaliste pour le prix Young Adult Book de l'Association canadienne des bibliothèques (Canadian Library Association). La critique souligne l'univers  « étrange » de ce roman.

## Œuvres

### Romans
- Boo, Toronto, Alfred A. Knopf, 2015, 310 p.  (ISBN 978-0-34580-814-1)
  - En français: Boo, traduction de Lori Saint-Martin et Paul Gagné, Québec, Éditions Alto, 2015, 400 p. (ISBN 978-2-89694-222-0)

- Jones, Random House of Canada, 2022 (ISBN 9781039001923)
  - En français: Jones, traduction de Lori Saint-Martin et Paul Gagné, Québec, Éditions Alto, 2022, 344 p.  (ISBN 9782896945504)

### Nouvelles
- Bang Crunch, Toronto, Alfred A. Knopf, 2007, 244 p.  (ISBN 978-0-67697-836-0)
  - En français: Big Bang, Traduit de l'anglais par Lori Saint-Martin et Paul Gagné, Montréal, Les Allusifs, 2007, 188 p. (ISBN 978-2-92286-865-4)

### Traductions littéraires par Neil Smith

#### Roman
- Geneviève Pettersen, The Goddess of Fireflies (La déesse des mouches à feu), Montréal, Véhicule Press, 2016, 163 p.  (ISBN 978-1-55065-437-0)

#### Bande-dessinée
- Guillaume Demers, Hipster le chat : chroniques de la faune urbaine = Hipster the cat : tails of the city, Édition bilingue, Lévis, Éditions Espoir en cannes, 2017, 198 p.  (ISBN 978-2-92448-514-9)
- Guillaume Demers, Jérémie a le cœur qui tourne / Jeremy, The Boy with the Spinning Heart, Édition bilingue, Varennes, AdA éditions, Coll. Espoir en cannes, 2019, 105 p.  (ISBN 978-2-89803-397-1)

## Prix et nominations
- 2002: Finaliste au Journey Prize pour sa nouvelle Green Fluorescent Protein qui sera ensuite publié dans son livre Bang Crunch[7]
- 2004: En nomination au Journey Prize[11]
- 2005: En nomination au Journey Prize[7]
- 2007: Lauréat du Prix McAuslan pour Bang Crunch[12]
- 2007: Finaliste au Prix Hugh-MacLennan pour Bang Crunch[13]
- 2008: Finaliste au Commonwealth Writers' Prize for Best First Book pour Bang Crunch[14]
- 2015: Gagnant du Prix Hugh-MacLennan pour Boo[13]
- 2016: Lauréat de la Biennale littéraire des Cèdres pour Boo[15]
- 2016: Finaliste au Prix Sunburst pour Boo[16]
- 2016: Finaliste au Canadian Library Association Young Adult Book Award pour Boo[9]
- 2016: Finaliste au Prix des libraires du Québec pour Boo[17]
- 2016: Finaliste au Prix du Gouverneur général pour la traduction de La déesse des mouches à feu (The Goddess of Fireflies)[18]
- 2022: Finaliste au Prix Hugh-MacLennan pour Jones[19]